# NGC 2307
NGC 2307 è una galassia a spirale barrata situata nella costellazione del Pesce Volante, a una distanza di circa 224 milioni di anni luce dalla nostra Via Lattea.

## Scoperta
La galassia è stata scoperta il 30 novembre 1834 dall'astronomo britannico John Herschel.

## Descrizione
NGC 2307 ha una classe di luminosità II, e forma una coppia di galassie con NGC 2305.
NGC 2307 è stata utilizzata da Gérard de Vaucouleurs come esempio del tipo morfologico SB(rs)ab nel suo atlante delle galassie.